# Ангальт-Біттерфельд (район)
Ангальт-Біттерфельд (нім. Anhalt-Bitterfeld) — район у Німеччині, у складі федеральної землі Саксонія-Ангальт. Адміністративний центр — місто Кетен.

## Населення
Населення району становить 155 900 осіб (станом на 31 грудня 2021).

## Адміністративний поділ
Район складається з 10 міст і громад (нім. Gemeinden).
Дані про населення наведені станом на 31 грудня 2021.
| 1. Акен (місто) (7363) 2. Біттерфельд-Вольфен (місто) (37047) 3. Зандерсдорф-Брена (місто) (14302) 4. Зюдліхес-Ангальт (місто) (14.662) 5. Кетен (місто) (24876) 6. Мульдештаузе (11557) 7. Остернінбургер-Ланд (8374) 8. Рагун-Єсніц (місто) (8862) 9. Цербіг (місто) (9139) 10. Цербст (місто) (21234) |